# Monneren
Monneren ist eine französische Gemeinde mit 401 Einwohnern (Stand 1. Januar 2022) im Département Moselle in der Region Grand Est (bis 2015 Lothringen). Sie gehört zum Arrondissement Thionville.

## Geografie
Monneren liegt etwa 18 Kilometer östlich von Thionville auf einer Höhe zwischen 231 und 307 m über dem Meeresspiegel. Das Gemeindegebiet umfasst 11,06 km² und wird vom Anzelingerbach durchquert.

## Geschichte
Durch die Bestimmungen im Friede von Vincennes kam Sierck "mit seinen dreißig Dörfern" (dabei auch Monneren und Sainte-Marguerite) 1661 zu Frankreich.
Im Gemeindewappen vereinigen sich die früheren Herrschaften über Monneren: Berus (Löwe), das Herzogtum Lothringen (Alérions), Château-Rouge (kariertes Band) und die Abtei in Villers-Bettnach (Adlerkralle).
Seit 1810 gehört das nördlich gelegene Dorf Sainte-Marguerite (Sankt Margareth), das Anfang des 17. Jahrhunderts gegründet wurde, zur Gemeinde Monneren.
Während der deutschen Besatzung im Zweiten Weltkrieg trug das Dorf den Namen Monnern.

## Einwohnerentwicklung
| Jahr      | 1962 | 1968 | 1975 | 1982 | 1990 | 1999 | 2007 | 2019 |
| Einwohner | 321  | 329  | 302  | 278  | 309  | 273  | 405  | 410  |

## Sehenswürdigkeiten

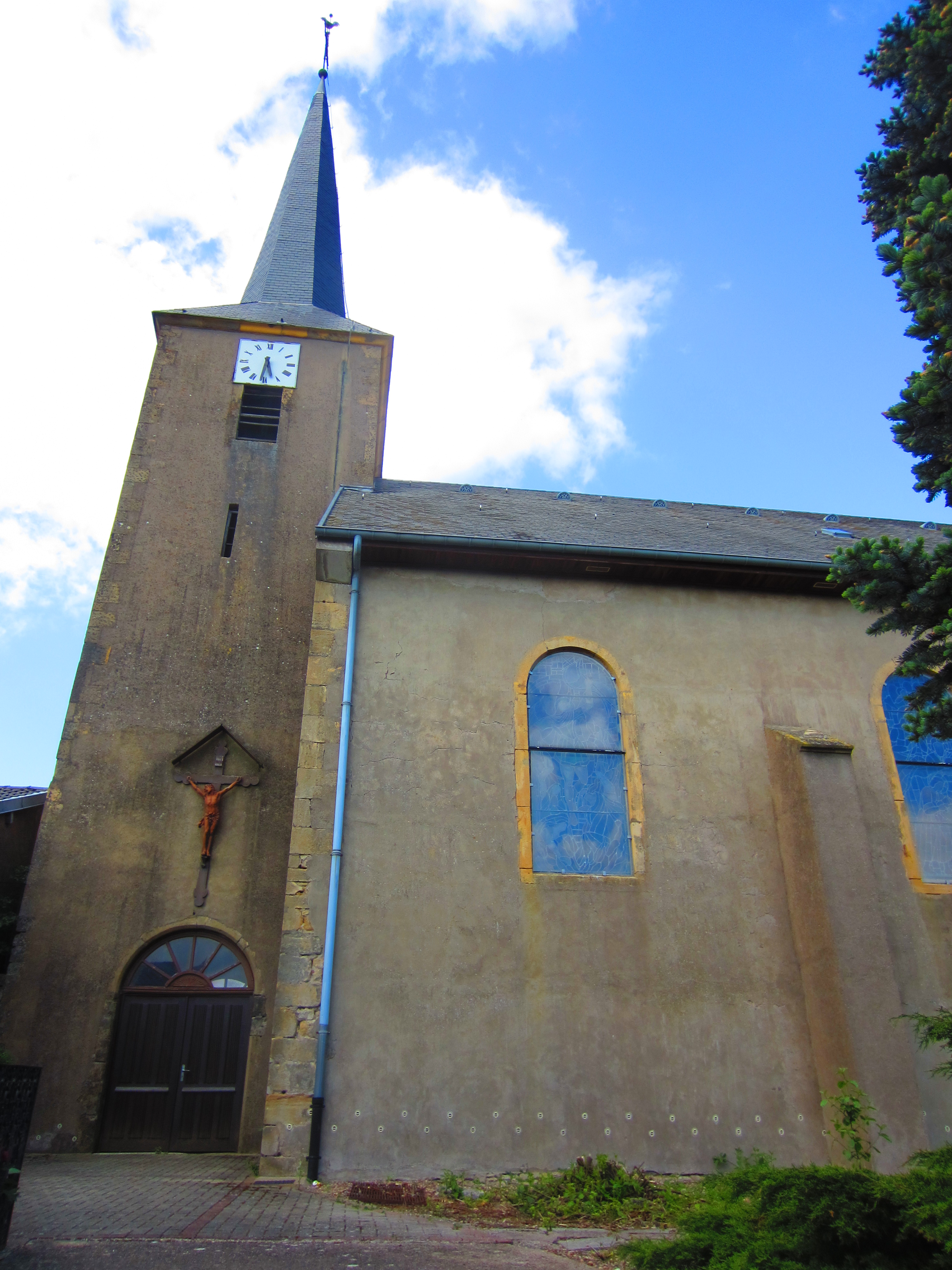
Kirche Saint-Barthélemy
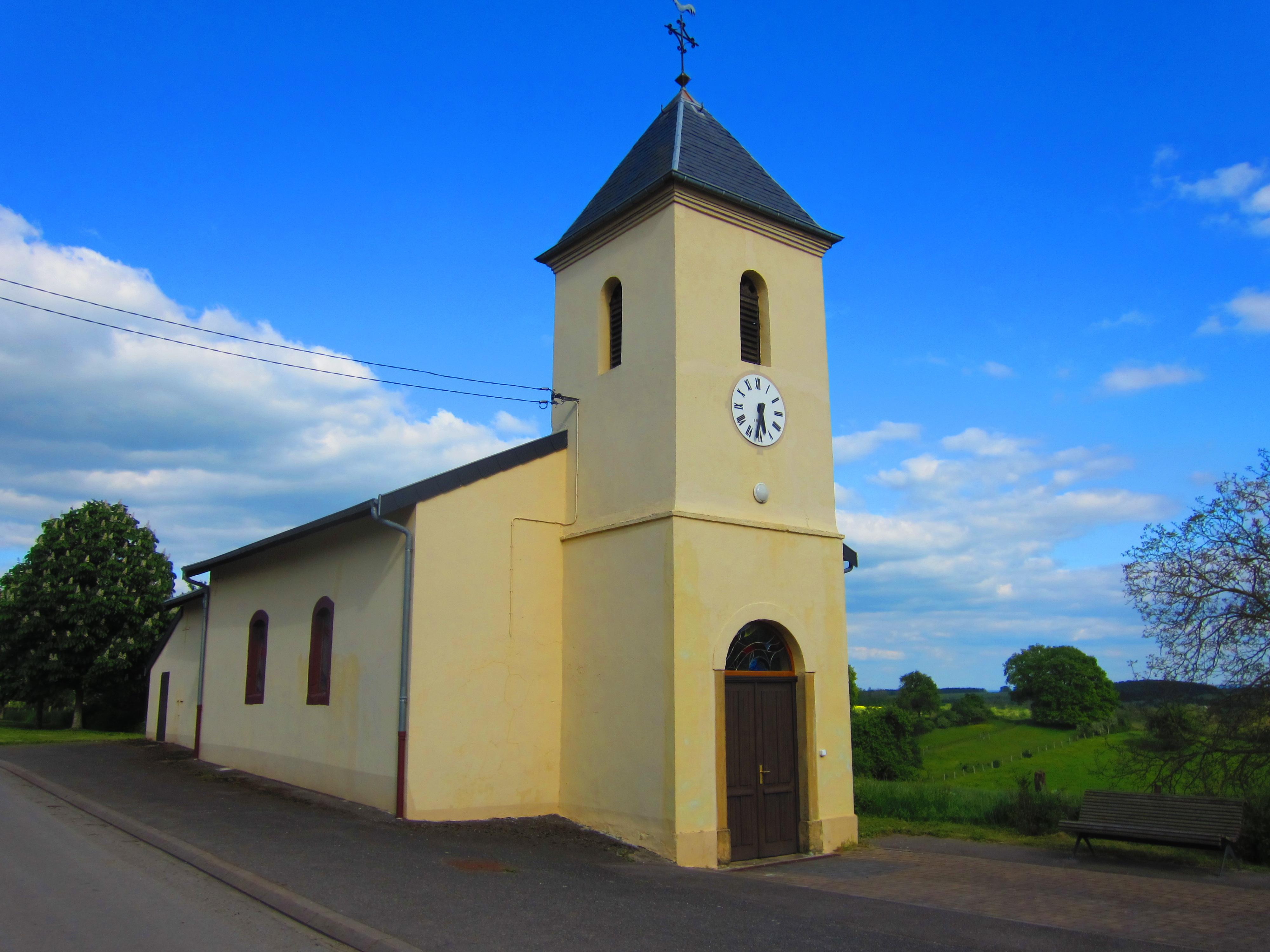
Kapelle Sainte-Marguerite im gleichnamigen Ortsteil

## Verkehr
Der Bahnhof Monneren lag an der mittlerweile stillgelegten Bahnstrecke Merzig–Bettelainville.

## Belege
1. ↑  Wappenbeschreibung auf genealogie-lorraine.fr (französisch)
2. ↑  Liste aller Namen vom Ort Monneren zwischen 1900 und 1990 - Ehemalige Ostgebiete. Abgerufen am 2. Juni 2022.